# Şebnem Kimyacıoğlu
Şebnem Kimyacıoğlu (14 de junho de 1993) é uma basquetebolista profissional turca-estadunidense.

## Carreira
Şebnem Kimyacıoğlu integrou a Seleção Turca de Basquetebol Feminino, na Rio 2016, que terminou na sexta colocação.